# Parc del Guinardó
Parc del Guinardó är en park i Spanien.   Den ligger i provinsen Província de Barcelona och regionen Katalonien, i den östra delen av landet, 500 km öster om huvudstaden Madrid. Parc del Guinardó ligger 194 meter över havet.
Terrängen runt Parc del Guinardó är kuperad åt nordväst, men åt sydost är den platt. Havet är nära Parc del Guinardó åt sydost. Närmaste större samhälle är Barcelona, 3,5 km söder om Parc del Guinardó. 